# Procol Harum

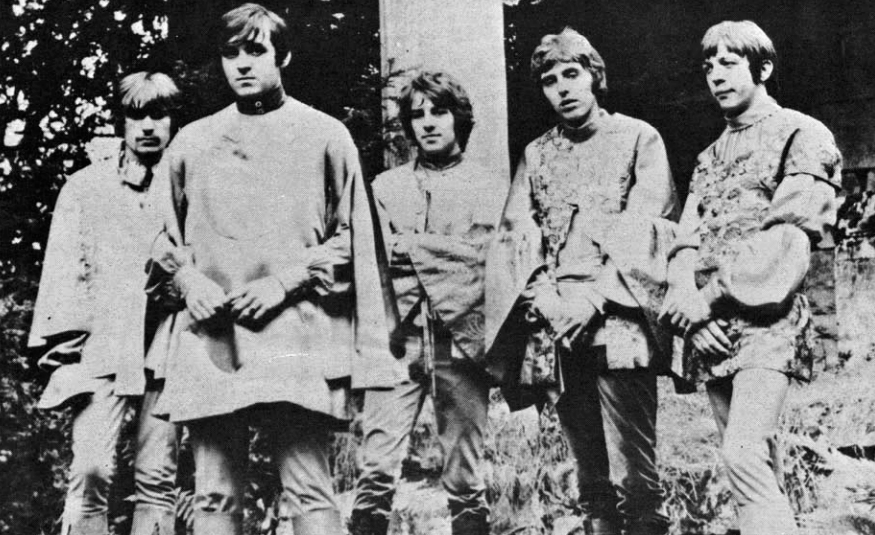
Procol Harum (1967)

Procol Harum (phiên âm /ˈproʊkəl ˈhɑːrəm/) là một ban nhạc rock của Anh được thành lập vào năm 1967. Họ là một trong những người tiên phong, phát triển của thể loại âm nhạc symphonic rock, và mở rộng thêm đó là thể loại progressive rock. Bản thu âm nổi tiếng nhất của họ là bài hát bất hủ, được coi là một bản thánh ca của mùa hè tình yêu năm 1967, đó là bài hát "A Whiter Shade of Pale", được coi là một tác phẩm cổ điển trong âm nhạc nổi tiếng và là một trong số ít đĩa đơn đã bán được hơn 10 triệu bản. Mặc dù họ cũng được ghi nhận thêm là có ảnh hưởng từ thể loại baroque và classical, cũng bao gồm thêm nữa là thể loại blues, R&B, và soul.

## Lịch sử.